# Blaž Švinderman
Blaž Švinderman (Bjelovar, 30. siječnja 1842. – Zagreb, 31. listopada 1915.), bio je hrvatski katolički svećenik, pomoćni biskup zagrebački, kanonik i crkveni dužnosnik.
Rodio se 30. siječnja 1842. u Bjelovaru. Osnovnu školu završio je u rodnom gradu, gimnaziju u Zagrebu, a teologiju je studirao i završio u Pešti. Obavljao je razne dužnosti u Zagrebačkoj nadbiskupiji kao što su: bilježnik, ceremonijar, papinski komornik, prebendar i protokolist. Postao je arhiđakon 1886., a kanonik 1888.
Imenovan je pomoćnim biskupom zagrebačkim (naslovni biskup skradinski) 1904. za episkopata nadbiskupa Jurja Posilovića. Kasnije je bio veliki prepozit Prvostolnoga kaptola zagrebačkoga, prior vranski, naslovni opat Sv. Andrije de Bistrica, vitez Reda željezne krune drugog razreda, član velikaške kuće u Pešti itd.
Donirao je novce za gradnju više crkava poput crkve u čast uznesenja Marijina na Širokom Brijegu i crkve sv. Josipa u Slatini.
Pomogao je u školovanju svoga nećaka svećenika Rudolfa Vimera, također iz Bjelovara, kojem je ostavio i svoju kuriju br. 21 na zagrebačkom Kaptolu i svu imovinu. 
Bio je prijatelj i dobročinitelj Ivana Jurića, oca Marije Jurić Zagorke.

## Vanjske poveznice
- Fotografija biskupa Blaža Švidermana u zbirci Muzeja za umjetnost i obrt u Zagrebu..